# Кос (град)
Кос (грч. Κως []) град је у југоисточној Грчкој и седиште округа Кос, као и највеће насеље истоименог острва Кос, у периферији Јужни Егеј.

## Природни услови
Кос се налази у југоисточном делу грчке државе. Град је смештен у источном делу острва Кос, на месту где је острво најближе копну (Малој Азији), свега 4,5 км. Јужно од града се стрмо издижу планине, западно се пружа северна обала острва, која је блажа, плодна и густо насељена.
Клима у Косу је средоземна, са жарким и дугим летима и благим и кишовитим зимама.

## Становништво
| 2011.  |
| ------ |
| 33.388 |

Данашњи град има око 18.000 становника или око 60% острвског становништва.
Становници Коса су махом етнички Грци, али постој и малобројно муслиманско становништво. Број становника лети се значајно повећава доласком туриста, било домаћих или страних.

## Збрика слика
- Античке руине на ободу града
- Саборна црква на Косу
- Полицијска управа
- Градска пијаца